# Michael Gault
Michael Gault (Belfast, 15 april 1983) is een voetbalspeler uit Noord-Ierland die als een middenvelder speelt voor Linfield FC in de Ierse League. Zijn bijnaam is Gaulty. Gault speelde ruim 250 wedstrijden voor Linfield FC.

## Interlandcarrière
Hij won zijn eerste en tot op heden enige wedstrijd met het Noord-Ierse elftal in een vriendschappelijke wedstrijd tegen het Georgisch voetbalelftal met 4-1 in maart 2008. Hij was toen een van de drie Linfield-spelers die in actie kwam. Hij trad in die wedstrijd na 70 minuten aan als vervanger van Steven Davis (Fulham).